# 🇰🇳
🇰🇳 is een Unicode vlagsequentie emoji die gebruikt wordt als regionale indicator voor Saint Kitts en Nevis. De meest gebruikelijke weergave is die van de vlag van Saint Kitts en Nevis, maar op sommige platforms (waaronder Microsoft Windows) ziet men de letters KN.
De vlagsequentie is opgebouwd uit de combinatie van de Regional Indicator Symbols 🇰 (U+1F1F0) en 🇳 (U+1F1F3), tezamen de ISO 3166-1 alpha-2 code KN voor Saint Kitts en Nevis vormend.
Deze emoji is in 2010 geïntroduceerd met de Unicode 6.0-standaard.

## Gebruik

De landsvlag van Saint Kitts en Nevis

Deze emoji wordt gebruikt als regionale aanduiding van Saint Kitts en Nevis.

## Codering

De Emoji One-implementatie

### Unicode
In Unicode vindt men de 🇰🇳 met de codesequentie U+1F1F0 U+1F1F3 (hex).

### Shortcode
Er zijn shortcodes  voor 🇰🇳; in Github kan deze opgeroepen worden met :st_kitts_nevis:,  in Slack kan het karakter worden opgeroepen met de code :flag-kn:.